# Коровкин, Николай Львович
Николай Львович Коровкин (29 декабря 1974) — российский футболист, играл на позиции полузащитника.

## Карьера
Карьеру начинал в 1992 году в московском «Торпедо», однако играл за дублирующий клуб. В 1993 году выступал за СУО, в следующем году играл за ТРАСКО. В 1995 году перешёл в «Монолит», в котором за 42 игры забил 16 мячей. После успешно проведённого сезона в «Монолите» на молодого Коровкина вышли из Новороссийска и в 1996 году он перебрался в «Черноморец», за который в высшем дивизионе дебютировал 20 апреля 1996 года в выездном матче 8-го тура против московского «Локомотива», выйдя с первых минут, однако на 60-й минуте встречи его заменил Александр Герасимов. В 1997 году перешёл в МИФИ, через полгода перебрался в «Торпедо-ЗИЛ». В 1998 году выступал за «Краснознаменск-Селятино». Завершил профессиональную карьеру в 1999 году в «Спартаке» Щёлково. С 2000 по 2008 годы играл в различных московских любительских клубах, среди которых: «Крылья Советов», «Орлёнок», «МУВД на ВВТ» и «Корстон».